# 露德圣母堂 (新加坡)

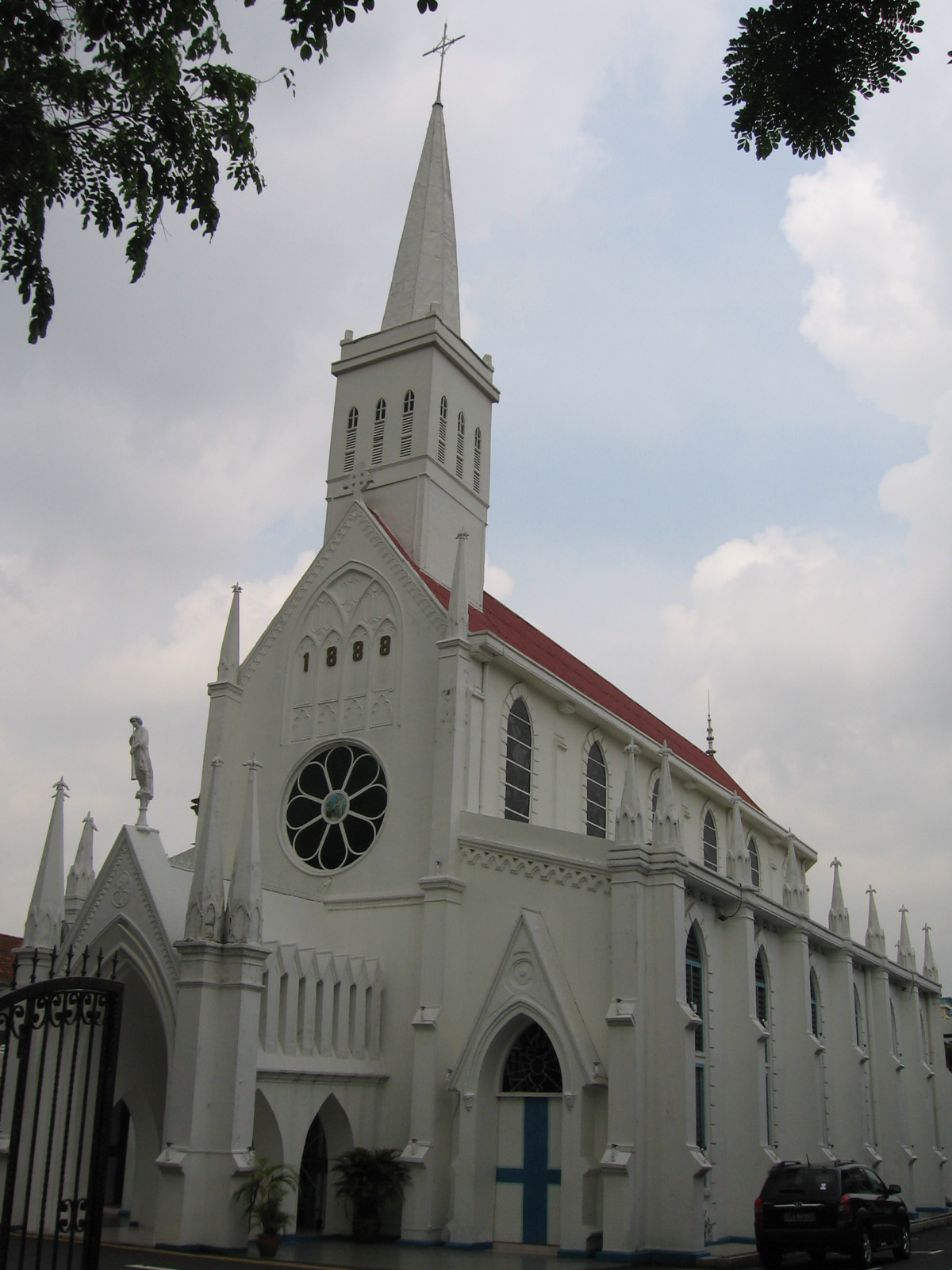
露德圣母堂

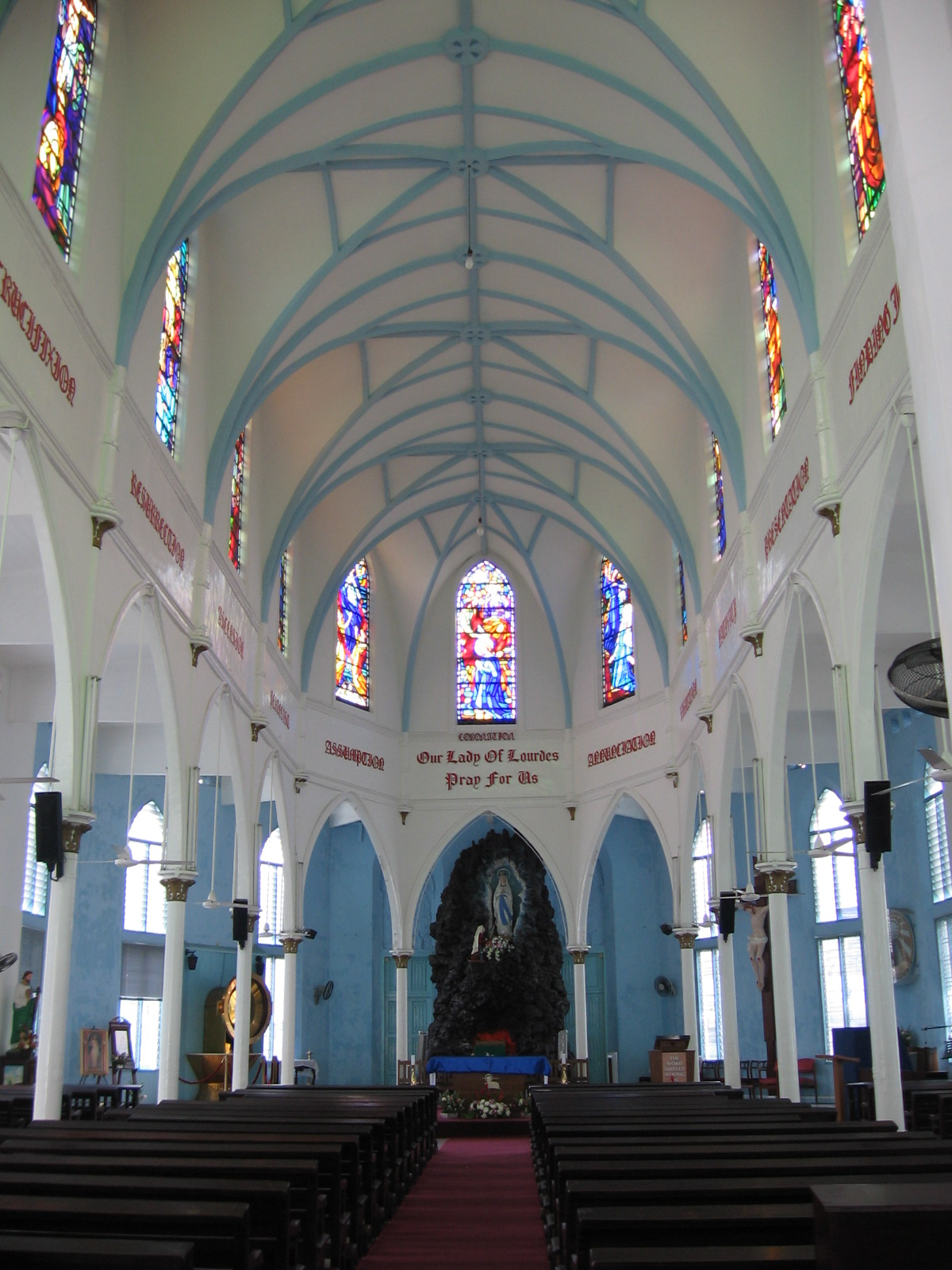
内部

露德圣母堂（英語：Church of Our Lady of Lourdes；泰米尔语: ஒஉர் லேடி ஒப் லூர்தேஸ் சர்ச் ）是新加坡一座罗马天主教教堂，位于中央商务区的奥非路。

## 历史
露德圣母堂兴建于1888年，是新加坡第一座泰米尔人天主教堂。这是一座新哥特式教堂，有良好的比例和精致的细节，其设计模仿了法国卢尔德的同名教堂。
现在，该教堂欢迎各个种族的天主教徒。弥撒用英语、泰米尔语和僧伽罗语举行。
2005年1月14日，露德圣母堂列为新加坡国家古迹。